# 7174 Semois
A 7174 Semois (ideiglenes jelöléssel 1988 SQ) egy kisbolygó a Naprendszerben. Henri Debehogne fedezte fel 1988. szeptember 18-án.